# Ribóza
Ribóza (psáno též ribosa) je monosacharid s pěti atomy uhlíku, pentóza ze skupiny aldopentóz. Má molekulární vzorec C5H10O5, lineární vzorec H−(C=O)−(CHOH)4−H. V přírodě je obvyklá její D forma, zatímco L forma má malý význam.
V živých organismech je ribóza (spolu s deoxyribózou) součástí nukleotidů – tvoří proto složku takových látek, jako jsou ribonukleové kyseliny (RNA), adenosintrifosfát (ATP), nikotinamidadenindinukleotid (NAD) a mnoho dalších.
Její fosforylovaná forma vstupuje do pentózového cyklu, ve kterém dochází k přeměnám monosacharidů a redukci kofaktoru NADPH, který je nutný k redukčním syntézám v organismu (např. fotosyntéza, syntéza mastných kyselin apod.)

## Lineární a cyklická forma
Stejně jako většina cukrů existuje ribóza jako rovnovážná směs lineárních a cyklických forem. Platí to především o vodném roztoku ribózy. Název ribóza se používá ke společnému označení všech těchto forem, i když v případě potřeby se používají konkrétnější názvy pro každou z nich.

Ve Fischerova projekci se lineární forma zobrazuje se všemi svými hydroxylovými funkčními skupinami na stejné straně. D-ribóza má hydroxylové skupiny na pravé straně, zatímco L-ribóza je má na straně levé.

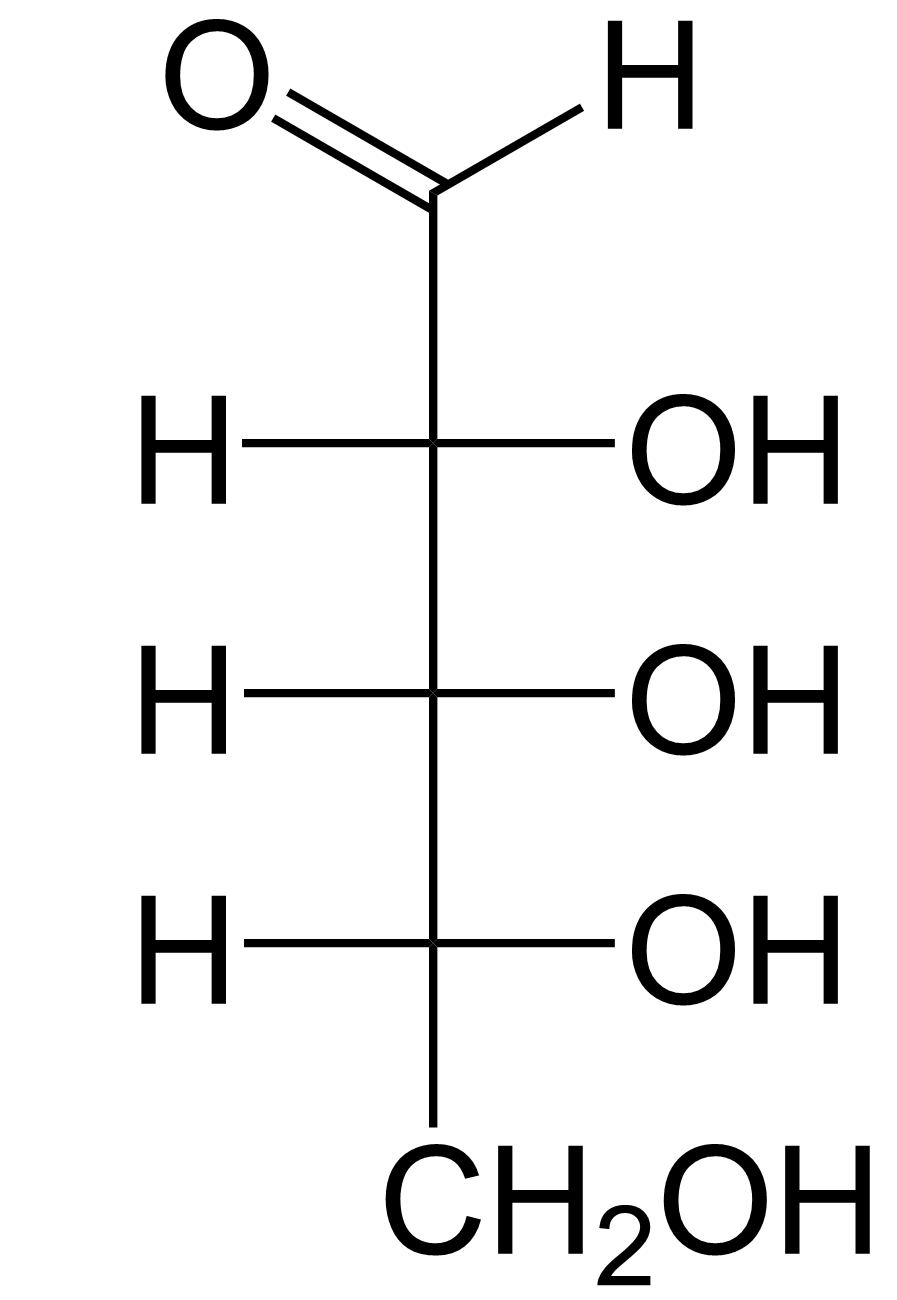
D-ribóza
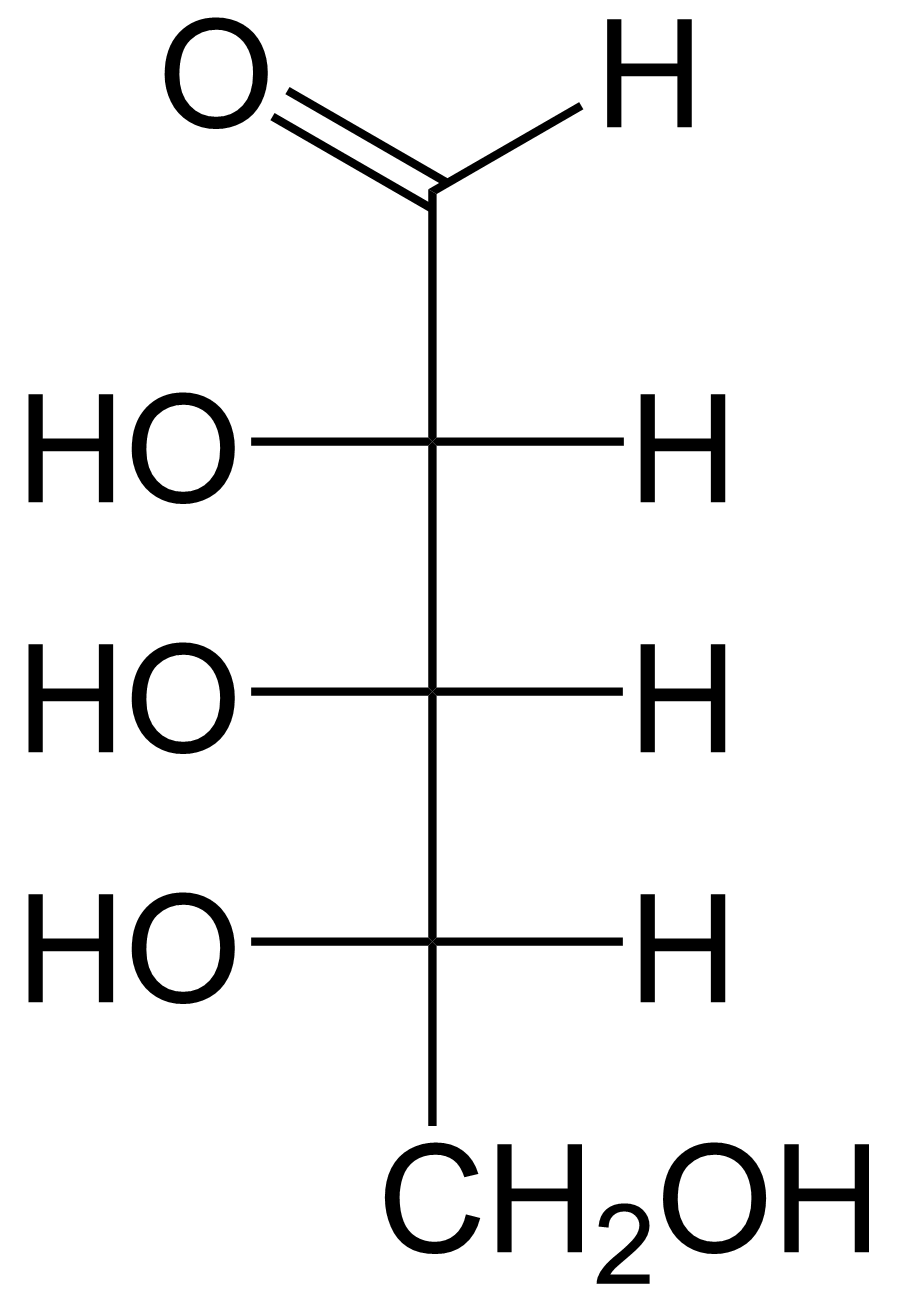
L-ribóza

Cyklická forma se zobrazuje v Haworthově projekci. Vzniká reakcí hydroxylové skupiny s aldehydovou skupinou za vzniku pyranózy nebo furanózy. V obou případech existují dva možné geometrické výsledky, pojmenované jako α- nebo β- v závislosti na stereochemii.

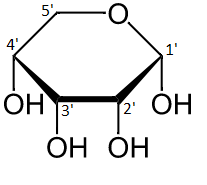
Alfa-D-ribopyranóza
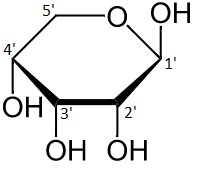
Beta-D-ribopyranóza
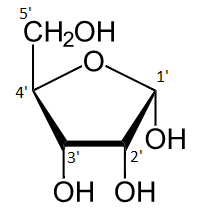
Alfa-D-ribofuranóza
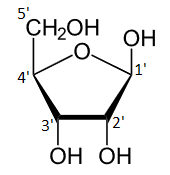
Beta-D-ribofuranóza

## Vlastnosti ribózy
Ribóza je bezbarvá pevná látka s bodem tání 90–95 °C. Je rozpustná ve vodě. Ribóza rozpuštěná ve vodě si částečně zachovává strukturu pyranózy i furanózy, které spolu koexistují v chemické rovnováze. V obou případech jsou možné α i β formy.
Při teplotě 31 °C jsou molekuly ribózy v těchto formách a v tomto procentuálním zastoupení: 58,5 % β-D-pyranóza, 21,5 % α-D-pyranóza, 13,5 % β-D-furanóza, 6,5 % α-D-furanóza a 0,05 % ve formě otevřeného řetězce. Ve vodném prostředí je proto nejběžnější β-D-pyranóza, protože zde se tři ze čtyř hydroxylových skupin nacházejí v rovině.

## Funkce ribózy

### Součást kyseliny ribonukleové (RNA)
Kyselina ribonukleová (RiboNucleic Acid - RNA) obsahuje ribózu, zbytek kyseliny fosforečné a čtyři nukleové báze: adenin (A), guanin (G), cytosin (C) a uracil (U). Molekula je tvořena jedním řetězcem ve tvaru šroubovice.
Kyselina ribonukleová má zásadní význam pro tvorbu bílkovin a přenos genetické informace. Proces přenosu genetické informace se v buňce realizuje v buněčném jádře a ribozomech.

### Součást adenosintrifosfátu (ATP)
Adenosintrifosfát (ATP) obsahuje jednu ribózu, tři fosfátové skupiny a adenosin. ATP se vytváří během buněčného dýchání z adenosindifosfátu (ADP). Má zásadní význam pro funkci všech známých buněk, který spočívá v tom, že při rozkladu ATP na ADP dochází k uvolnění značného množství energie. Tato energie se využívá téměř ve všech typech buněčných pochodů, jako je například celá řada biosyntetických reakcí, vnitrobuněčný a membránový transport, syntéza RNA a tvorba bílkovin.
Existují i další sloučeniny s podobnou stavbou a funkcí - například GTP, UTP. Žádná však nemá tak všestranné využití jako ATP. Od ATP je také vhodné odlišovat vzácnější deoxyadenosintrifosfát (dATP), jenž patří mezi deoxyribonukleotidy a je jedním ze základních stavebních kamenů DNA.

### Součást nikotinamidadenindinukleotidu (NAD)
Nikotinamidadenindinukleotid (NAD) je koenzym skládající se ze dvou molekul ribózy, dvou fosfátů, nikotinamidu a adeninu, jež jsou navzájem propojeny jako nukleotidy (adenosindifosfát, na nějž je navázána ribóza a na ní nikotinamid).
Nikotinamidadenindinukleotid má zásadní význam pro dýchací řetězec. Nikotinamidová část vystupuje v oxidované (NAD+) nebo redukované (NADH) formě. V organismu se tak uplatňuje při přenosu elektronů v redoxních reakcích.